# Palacio Pereda
El Palacio Pereda es una antigua mansión localizada en la Plaza Carlos Pellegrini, en la calle Arroyo 1130, en Buenos Aires. El médico Celedonio Tomás Pereda (1860 -1945) y su esposa María Justina Girado (1865-1942), miembros de una familia de grandes terratenientes de la época pidieron a Louis Martin que comenzara la obra, la cual al no cumplir los requisitos del señor Pereda, fue terminada por el arquitecto Julio Dormal. Actualmente es la residencia del Embajador de Brasil en Buenos Aires, ya que fue vendida a Brasil en 1943. También es sede del Espacio Cultural de la Embajada

## Historia

### Contexto[4]

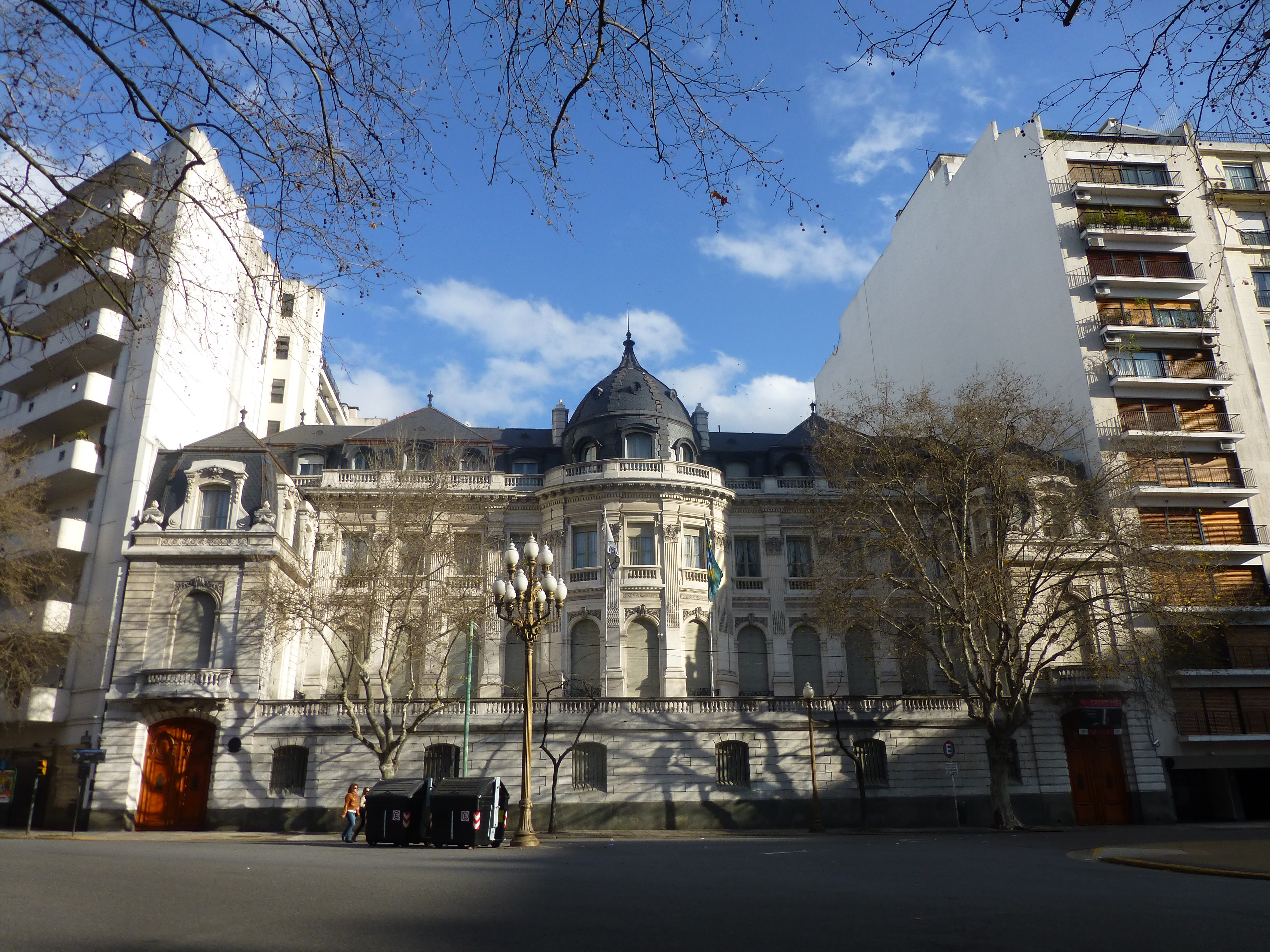
Fachada a la calle Arroyo.

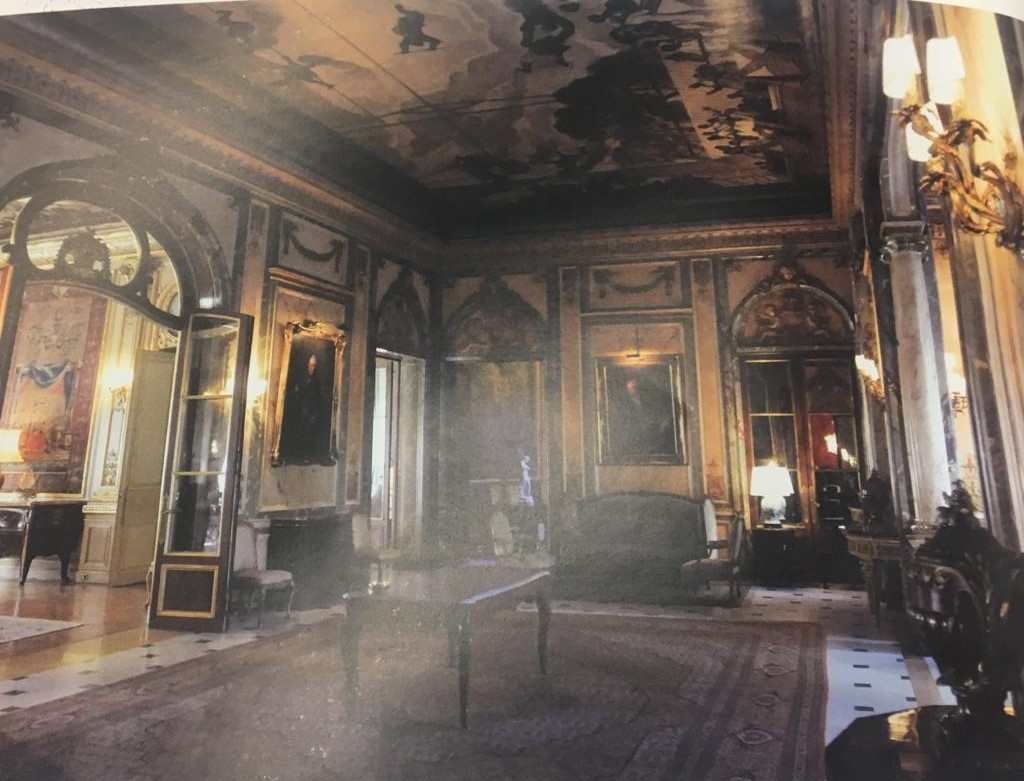
Uno de sus salones.

A finales del siglo XIX en Argentina, se planteaba que esta tenía un "espíritu francés" en referencia a su arquitectura. Aparecía lo que se hacía llamar "La generación del 80", quienes habían impulsado el desarrollo económico y de organización nacional, esto produjo un gran crecimiento en la inmigración. A su vez, Argentina se convirtió en el país más alfabetizado de América Latina, creando una mejora en la vida de sus habitantes.
La arquitectura en Argentina también fue creciendo creando una gran variedad de programas arquitectónicos. No solo se construían grandes edificios gubernamentales e institucionales, sino que también lujosas residencias urbanas y rurales, acumulando patrimonio cultural y embelleciendo la ciudad. No eran solo arquitectos los que intervenían en estas obras, ya que a raíz de la gran ola de inmigración, en los proyectos también participaban constructores, trabajadores y artesanos de diferentes partes del mundo.
En las primeras décadas de 1900 se concluye que estas producciones arquitectónicas, impulsada por una sociedad con ganas de progresar, lograron que Buenos Aires tenga un espíritu parisino, capital del arte, imitada por muchas partes del mundo. Tan era esto, que llegaron a definir a Buenos Aires como "una gran ciudad europea" y como "la París de América", objetivo de la generación del 80.
Los argentinos se sentían atraídos por la democracia, libertad, progreso y razón francesa. Pudieron recrear las tendencias francesas tal cual su origen, pero con técnicas y estéticas de la situación local.

### El Palacio Pereda[3][4]
A través del enlace matrimonial del médico gallego Celedonio Tomás con María Justina Girado (1865-1942), señora que pertenecía a una de las mayores familias propietarias de grandes extensiones de campo desde el siglo XVIII, la familia Pereda logró ubicarse entre los mayores propietarios rurales en Argentina en 1900. En 1917 Celedonio Pereda (1860-1941), médico, comenzó la construcción de uno de los palacios privados más notables de ese tiempo en Argentina. En un principio se había encargado la edificación al arquitecto Louis Martin, quien se inspiró en edificios europeos como el Museo Jacquemart Andrè , a pedido del dueño del terreno. En 1919 a partir de que el interior del palacio y el diseño de la escalera principal no llenaban las expectativas de la familia Pereda, Celedonio, decidió continuar con el arquitecto francés Julio Dormal, quien se había destacado por hacer obras significativas en Argentina como el Teatro Colón, el Palacio del Congreso y la Casa de Gobierno en la Provincia de Buenos Aires.
Antes de haberse terminado la construcción de la actual Embajada de Brasil, el arquitecto Dormal muere (22 de enero de 1924), dejando a uno de sus fieles alumnos destacados completar los cuatro mil metros cuadrados y la capilla en el primer piso.
En 1945 muere Celedonio Tomás Pereda y sus herederos venden la residencia a Brasil, quienes les darían a cambio la vieja embajada de Av. Callao al 1500 y varias toneladas de hierro en barra, que por la guerra al ser escasos y valían mucho en esa época. 
Luego, el gobierno brasileño se va a encargar de la restauración de la obra que incluyó las cúpulas, las terrazas y azoteas, recomponiendo sus condiciones originales y previendo futuras restauraciones del interior.
El Palacio Pereda es un importante producto de la cultura, original en su estética y representa una arquitectura de la gran burguesía porteña. Otra de las grandes mansiones de la familia Pereda-Girado, construida en la década de 1920, fue el casco Tudor de la estancia Villa María, obra del arquitecto Alejandro Bustillo. Otras estancias de la familia Girado fueron La Alameda, la más antigua, en Chascomús, y San Juan, la más extensa, en Ayacucho, ambas en la Provincia de Buenos Aires, y cuyos cascos mostraban una arquitectura más sobria, propia de la austeridad de las familias criollas más tradicionales.

## Arquitectura

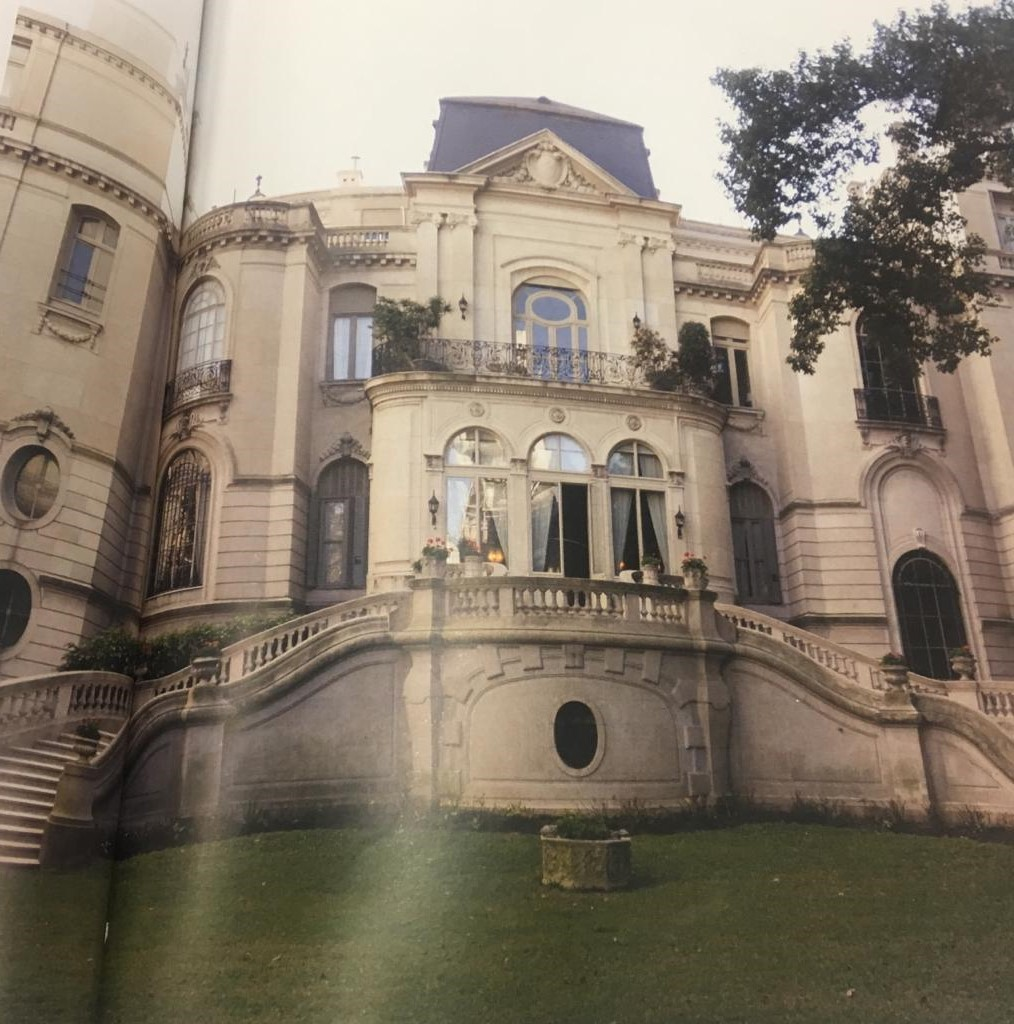
Fachada al patio.

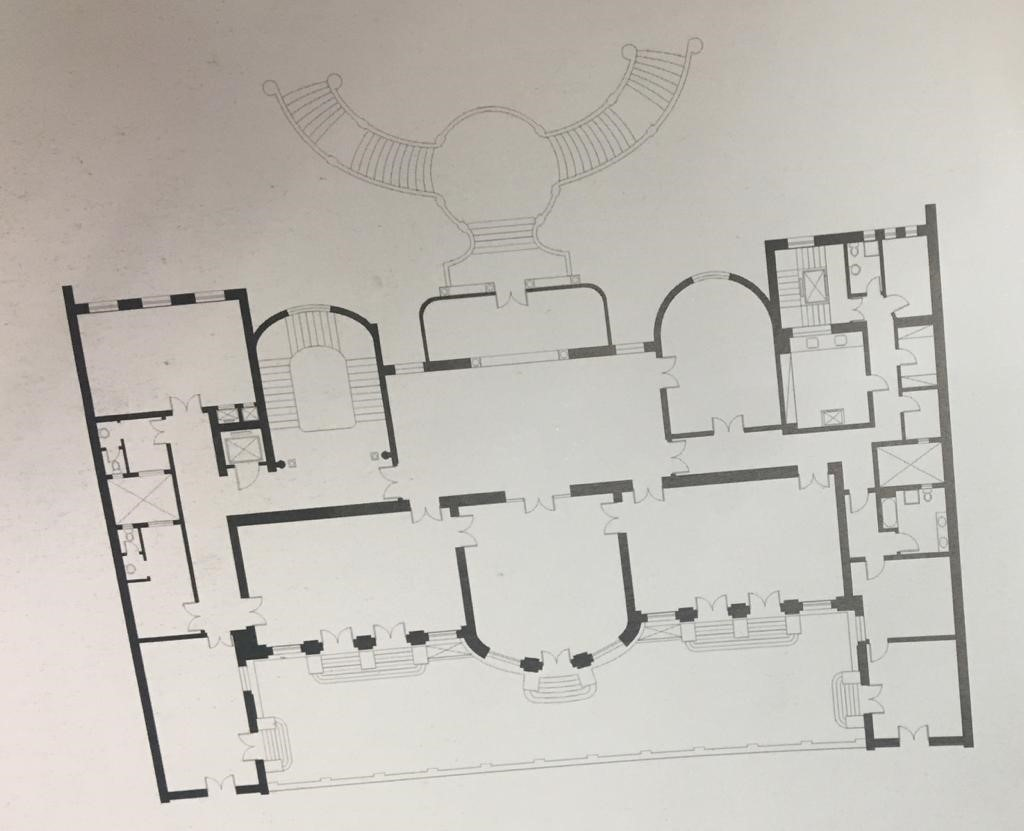
Plano de planta baja.

El Palacio tiene características de la arquitectura del siglo XVIII y XIX. El basamento de la fachada que da a la calle se encuentra revestido en piedra natural, mientras que el resto de la fachada delantera y toda la fachada trasera se encuentran revestidos en símil piedra París (actualmente oculto bajo capas de pintura). Son predominantes los salones amplios en el palacio, que se encuentran en el primer piso y tienen los techos pintados por el artista catalán José María Sert, enriqueciendo los espacios. Estas pinturas están inspiradas en Venecia, en Oriente, en el Mediterráneo, sin olvidar la  inspiración hispánica. Muestran  escenas mitológicas  o populares, componiendo efectos de perspectiva, arquitectura, decorados ilusionistas y utilización de fondos metalizados.
Entre medianeras la fachada que el edificio ofrece a la calle Arroyo sobresale por su lenguaje de arquitectura clásica del fin del Segundo Imperio. La monumentalidad de las pilastras corintias  dan ritmo y articulan el frente que tiene un volumen central curvo y pabellones laterales que  forman una gran terraza en la que se prolongan los salones principales y que se "apropia" de la plaza,  creando un juego volumétrico. La terminación del basamento es de piedra y el resto de la fachada es de revoque que imita la piedra.
La fachada posterior que se encuentra hacia el jardín,  es similar a la fachada delantera parisina, creando un juego de entrantes y salientes, proporciones verticales, y una escalera inspirada en la escalera en herradura del Castillo de Fontainebleu. El remate del edificio se completa con mansardas y una importante cúpula.
El palacio se distribuye en cuatro plantas. La planta baja unifica el conjunto. Allí se encuentran los dos accesos y las dependencias que eran usadas por Pereda para recibir, y ahora son oficinas de la embajada. Los salones de recepción están en el primer piso; el salón dorado, el gran hall y el comedor, todos comunicados con la terraza y el jardín. Un eje de simetría ordena arquitectónicamente estos espacios. En el segundo piso se encuentran las habitaciones privadas, que hoy es la residencia del embajador.
Los cielorrasos de los salones son obra del pintor catalán José María Sert. El de la sala de música se denomina Aprés la pluie le beau temps. La sala redonda presenta la pintura más fastuosa de la residencia, La Reina de Saba. El gran hall presenta una pintura de volatineros suspendidos en el aire. La pintura del comedor representa el burlón episodio en el que Don Quijote es afeitado por las damas. Son también notables las alfombras, los tapices y los cortinados de la mansión.
El notable conjunto urbano formado por el palacio y sus alrededores reflejan, como otros pocos lugares en Buenos Aires, la fuerte influencia ejercida por la arquitectura francesa en la Argentina, especialmente durante las primeras décadas del siglo XX. Colaboran para reforzar la tonalidad parisina del lugar el trazado irregular de las calles del sector y la indudable imagen francesa de varias residencias particulares, imponentes y de admirable diseño.